# Barbara Acklin
Barbara Jean Acklin (Oakland, 28 febbraio 1943 – Omaha, 27 novembre 1998) è stata una cantante statunitense.

## Discografia parziale
- 1968 - Love Makes a Woman
- 1969 - Seven Days of Night
- 1970 - Someone Else's Arms
- 1971 - I Did It
- 1973 - I Call It Trouble
- 1975 - A Place in the Sun
- 1995 - Greatest Hits